# Rue Leblanc
Pour les articles homonymes, voir Leblanc.
La rue Leblanc est une rue du 15e arrondissement de Paris. 

## Situation et accès
La rue Leblanc longe l’ancienne voie de Petite Ceinture entre la rue Lecourbe et la Seine, contourne l’hôpital européen Georges-Pompidou, à côté du parc André-Citroën et franchit la place Balard (métro Balard).

## Origine du nom
Cette voie publique porte le nom du chimiste français Nicolas Leblanc (1742-1806) qui a inventé le procédé Leblanc et dont l'usine se trouvait en 1791 à Saint-Denis.

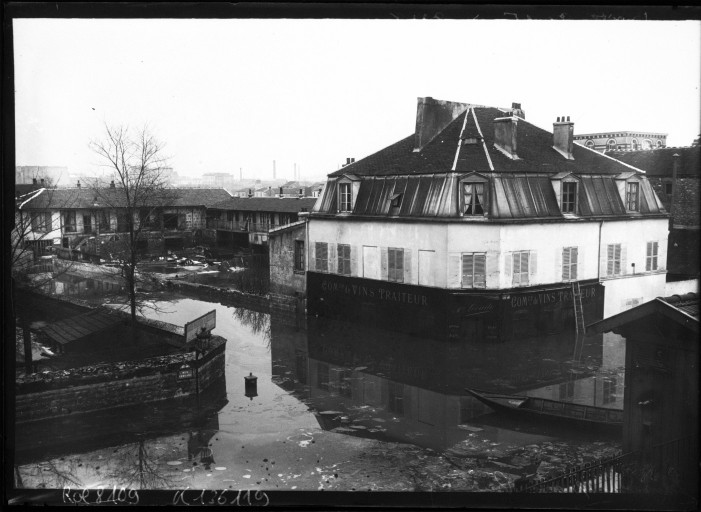
La rue Leblanc pendant les inondations de 1910
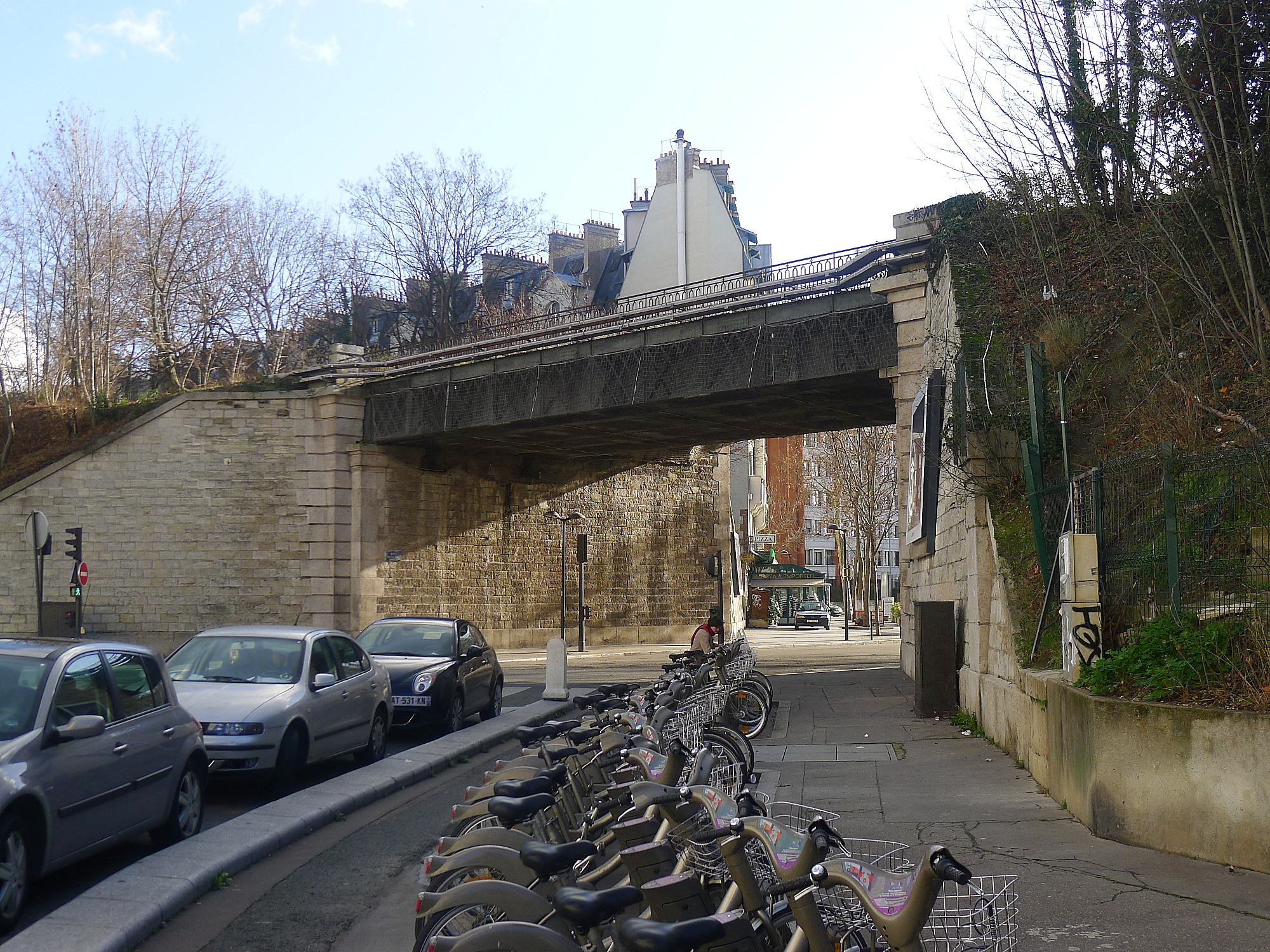
Rue Leblanc à son intersection avec la rue Lecourbe, à proximité du pont de chemin de fer de Petite-Ceinture.
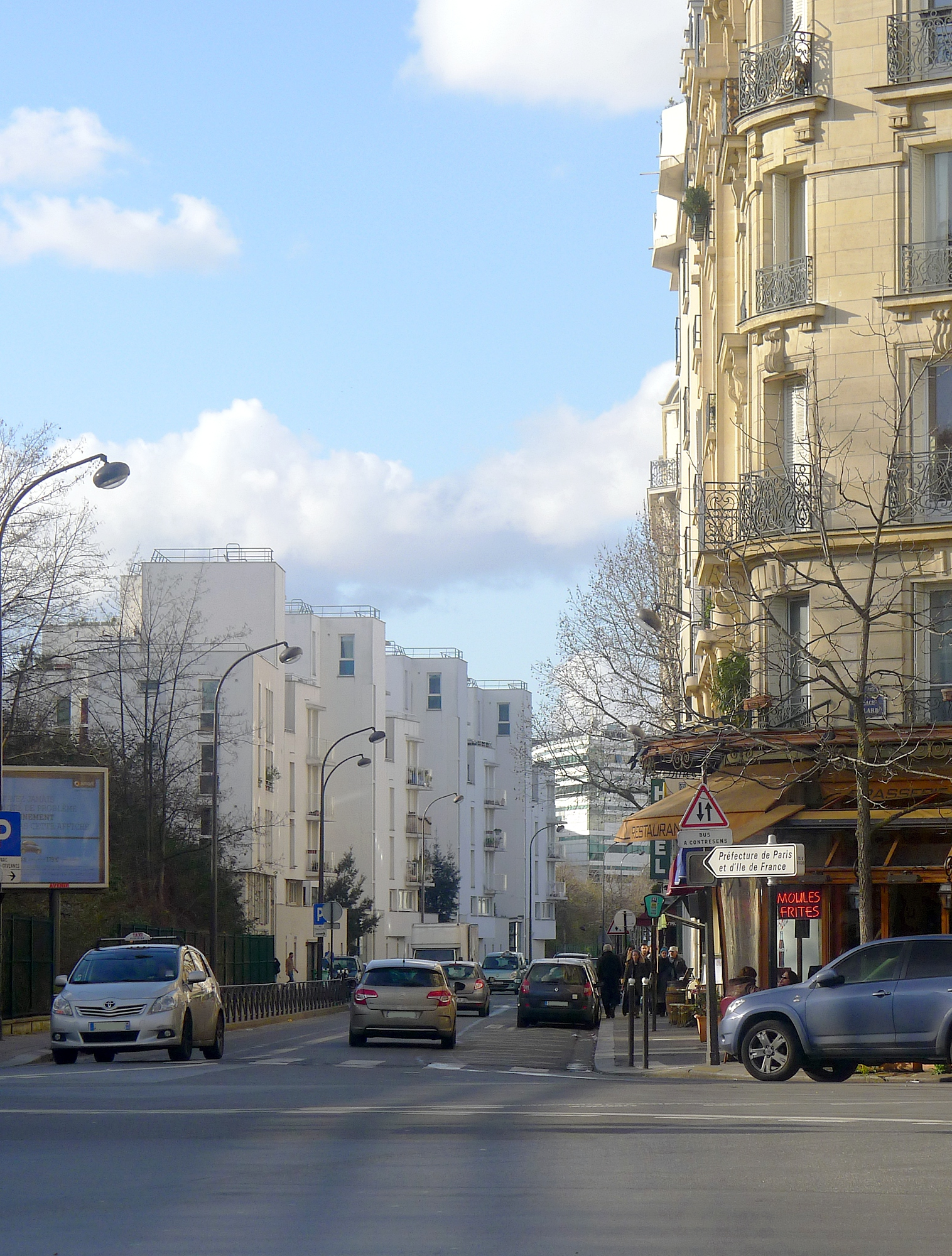
La rue Leblanc au-delà de la place Balard (direction de la Seine).
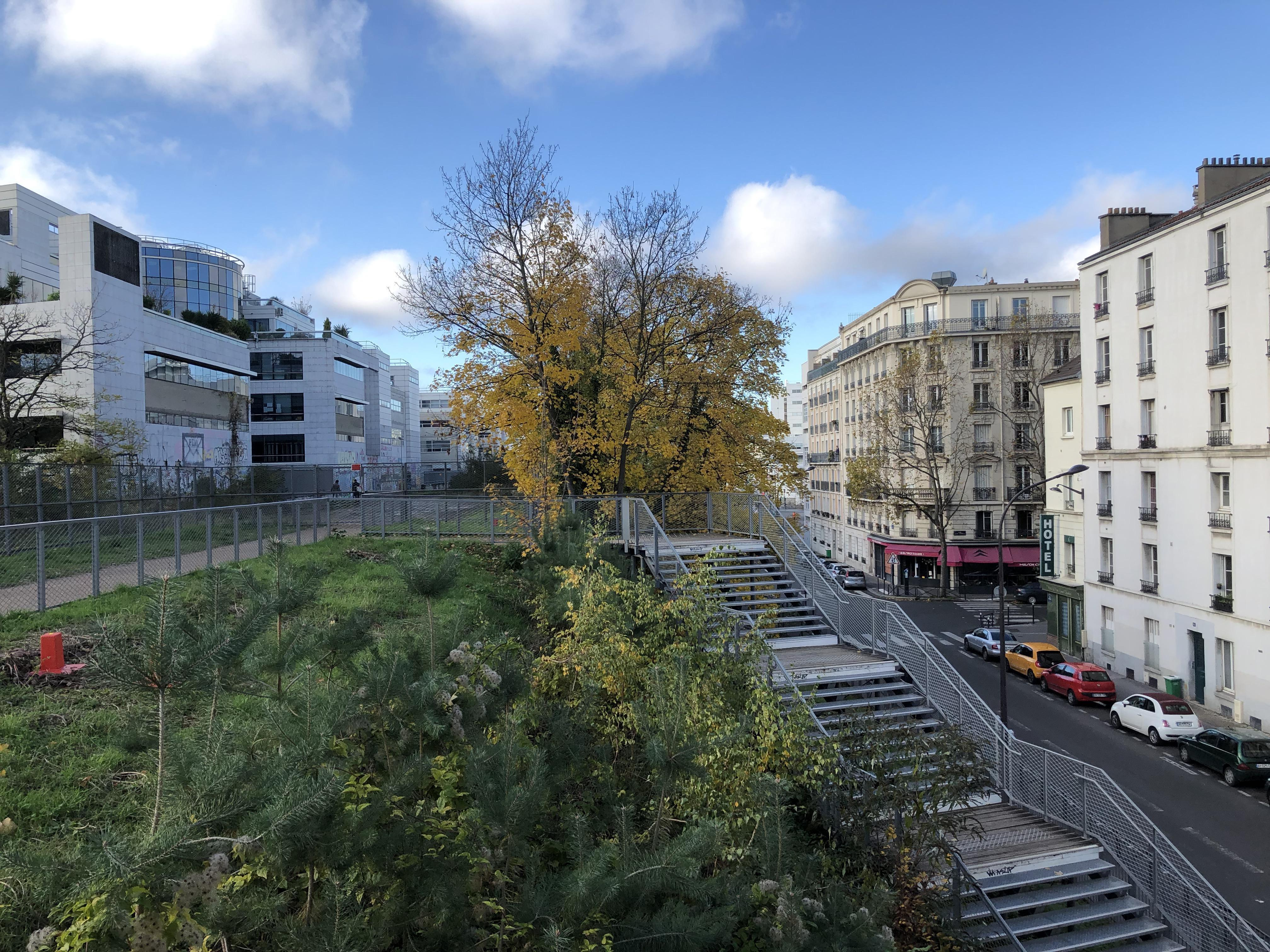
Accès à la Petite Ceinture du 15e depuis la rue Leblanc

## Historique
La rue Leblanc est l'ancien « chemin du Moulin-de-Javel », auquel il conduisait, et appartenait à la partie du territoire d'Issy située au nord de l'enceinte de Thiers qui est rattachée le 16 juin 1859 à la ville nouvelle de Grenelle. Le moulin lui-même dominait la rive de la Seine en face d'Auteuil. Le chemin bordait un terrain, aujourd'hui parc André-Citroën, où, depuis au moins 1764, se dressait une manufacture de vernis.
En 1855, la voie, alors urbanisée, est transformée en rue et ouverte entre le quai de Javel l'ancienne impasse Leblanc disparue en 1934 et qui était située à hauteur du no 27 à 210 mètres du quai. Cette section faisait partie de la « rue du Moulin-de-Javel » ouverte pour relier le quai au boulevard Victor. Le quartier où se situe la rue a été rattaché le 16 juin 1859 à la ville nouvelle de Grenelle puis, six mois plus tard, a été annexé par Paris.
La voie est classée dans la voirie parisienne par un décret du 23 mai 1863, et prolongée entre l'ancienne impasse Leblanc et la rue Lecourbe par décrets des 14 juin 1861 et 4 février 1876 et prend sa dénomination actuelle par un décret du 24 août 1864 et un arrêté du 20 juillet 1868. 
À la fin du XIXe siècle, à la place de l'usine de vernis se trouvent les Magasins généraux, et, au sud de l'actuelle rue Cauchy, les moulins Truffaut. C'est là qu'en 1913 André Citroën ouvre son usine de mécanique automobile, transformée durant la Grande Guerre en fabrique d'obus.
En 1983, le tronçon compris entre les nos 15 et 41 a été supprimé et remplacé par une portion de voie suivant un nouveau tracé plus au nord, dans le cadre de l'aménagement de la ZAC Citroën-Cévennes.

## Bâtiments remarquables et lieux de mémoire
- La rue Leblanc donnait accès, par une voie en pente, à la gare de Grenelle-marchandises aujourd'hui détruite, sur l'ancienne ligne de Petite Ceinture.
- Habitations, dont l'immeuble le Grand Pavois de Paris.
- Commerces et restaurants (essentiellement le centre commercial du Grand Pavois).
- Hôpital européen Georges-Pompidou.
- Parc André-Citroën.
- Immeuble de bureaux Le Ponant, datant de 1989 et dont Olivier-Clément Cacoub fut l'architecte ; dans cet immeuble se trouve l'hôtel de préfecture de Paris (siège de la préfecture du département de Paris et de la région d'Île-de-France).
- le moulin à vent de Javel, attesté en 1629, dépendait de la ferme de Javel, propriété de l’abbaye de Saint-Germain-des-Prés. Dancourt et Michault créèrent, en 1696,  une pièce en un acte intitulée Le moulin de Javelle[4],[5].
- à l’intersection avec la  rue Saint-Charles, se situe l’altitude la plus basse, sur la voie publique, de Paris (30,5 m)[6].